# هیولا (فیلم ۱۳۵۵)
هیولا فیلمی به کارگردانی و نویسندگی سیامک یاسمی محصول سال ۱۳۵۵ است.

## داستان
سالار خان، مالک پر نفوذ منطقه، دختر مالک آبادی بالا را به عقد پسرش فرهاد درمی‌آورد تا دامنهٔ نفوذ خود را وسعت بدهد...

## بازیگران
- رضا بیک ایمانوردی
- آرام
- منوچهر والی زاده
- جمال وفایی
- عباس حکمت آرا
- جواد تقدسی
- اشرف ساغر
- بهرامی
- ذبیح‌الله ذبیح‌پور
- بازیگر کودک شهین
- بهروز شاهین فر
- نورمحمد ذوالفقاری